# Bon-Encontre
Bon-Encontre – miejscowość i gmina we Francji, w regionie Nowa Akwitania, w departamencie Lot i Garonna.
Według danych na rok 1990 gminę zamieszkiwały 5362 osoby, a gęstość zaludnienia wynosiła 261 osób/km² (wśród 2290 gmin Akwitanii Bon-Encontre plasuje się na 77. miejscu pod względem liczby ludności, natomiast pod względem powierzchni na miejscu 51).